# العاقب محمد الحسن
العاقب محمد الحسن هو واحد من رواد الأغنية السودانية الحديثة، تنوعت اساليب موسيقاه من السلم الخماسي والسلم السباعي وعلى مختلف ايقاعات الغناءالسوداني.

## الميلاد والنشأة
ولد العاقب محمد الحسن في عام 1935 م بجزيرة توتي، الواقعة وسط مجرى نهر النيل الأزرق قبالة الخرطوم بالسودان وترعرع في مدينة أم درمان على الضفة الأخرى الواقعة غرب مسقط رأسه.

## مسيرته الفنية
تعلم العاقب محمد الحسن فنون العزف على آلة العود على يد مايسترلي ومصطفى كامل في القاهرة بمصر وقد وتأثر كثيرا بفنون الموسيقى المصرية. وعندما أرسلت الحكومة المصرية في أوائل خمسينيات القرن الماضي بعثة تعليمية مصرية إلى السودان - الذي كان خاضعاً آنذاك للحكم الثنائي الانجليزي المصري، كان الموسيقار وعازف آلة القانون المصري مصطفى كامل من ضمن أفرادها وتتلمذ على يديه كل من العاقب دمحمد الحسن والفاتح حسين والتاج مصطفى، لذلك تنشر صوت آلة القانون في كثير من أغنيات العاقب مثل «نجوى» و« /نورت الكون» و«غني يا قمري».
وفي أوائل سبعينيات اغلقرن الماضي سافر العاقب مجددا إلى القاهرة في بعثة من الحكومة السودانية لدراسة العزف على الآلات الموسيقية في معهد الموسيقى العربية برفقة عازف الكمان محمدية وعازف الأكورديون عبد اللطيف خضر والملحن برعي محمد دفع الله.
ولذلك فأن تأثير الموسيقى المصرية واضحاً في أعمال العاقب من خلال استخدامه للسلم السباعي الذي يسود اسلوب الموسيقى المصرية. وتأثر بشكل خاص بالموسيقار المصري محمد عبد الوهاب ويتجلى هذا التأثير بوضوح في أغنية «الحلو الأسمراني» التي سجلها العاقب بالإذاعة المصرية، وهي من كلمات قدور ومطلعها:
الحلو الاسمراني ناداني
وبنظرة شوق استناني
كما يعد العاقب واحد من الفنانين السودانيين الذين تغنوا بقصائد عربية فصحى في أكثر من أغنية ومن أبرز أعماله في هذا المجال قصيدة للأمير السعودي عبد الله الفيصل بن عبد العزيز آل سعود والتي يقول فيها:
يا حبيبي ظمئت روحي وحنت للتلاقي
وهفا قلبي إلى الماضي وناداني اشتياقي
أنا ظمآن لألاقي من حنيني ما ألاقي
فأسقني وأملأ من النور لياليا البواق
أنت تدري ما بقلبي من عذاب وشجون
يا ضنينا حرم اللقيا على غير ضنين
وقد أظهرت هذه الأغنية الطويلة المقاطع إمكانيات العاقب محمد الحسن كموسيقار وصنفت صوته ضمن طبقة التينور.
وفضلا عن تجربته في تنويع ألحان أغنياته ومقامات موسيقاه فقد درج العاقب على تنويع الإيقاعات الموسيقية أيضاً فغنى على إيقاع المارش كما في أغنية أرض أجدادي الكرام وإيقاع الفالس، ثم التم تم، وعشرة بلدي، وعلى هذا النحو تنوعت أغنياته التي بلغت حوالي 90 أغنية أبرزها:
- شكوى
- حبيب العمر
- هذه الصخرة
- ظلموني الحبايب
- إتدللي ادللي
- أنسيني يوم ما تسألي
- أنا قلبي بالريد مبتلي
- غني يا قمري
- يا حبيبي نحنا اتلاقينا مرة
- عايز أشوفك
- نجوى
- نورت الكون
- أرض أجدادي الكرام

ولذلك يرى البعض في العاقب مدرسة فنية أنتجت العديد من الأغنيات المتنوعة الموسيقى على مدى ربع قرن من مسيرته الفنية، حيث تمت ترقيته في منتصف سبعينيات القرن الماضي تمت إلى الدرجة الأولى الممتازة في تصنيف المطربين السودانيين الذي وضعته الإذاعة السودانية  خاصة وإنه لحن لكثير من الفنانين اغنيات قوبلت بارتياح من الجمهور السوداني ولاقت رواجا منها أغنية المصيرك تنجرح للفنان الطيب عبدالله.كذلك عرف عن العاقب بأنه يكتب اغنياته أحيانا بنفسه مثل أغنية فراق، وتقديمه لبرامج إذاعية عن فن الموسيقى.

## وفاته
توفي العاقب محمد الحسن في الخرطوم في 13 يوليو 1998م.

## نماذج من أغنياته
https://youtu.be/SBTna1jiYCU أضغط للإستماع إلى أغنية هذه الصخرة]

https://youtu.be/SmlPiSpJkTQ أضغط للإستماع إلى يا حبيبي نحن اتلاقينا مرة]